# Polilogaritmo incompleto
In matematica, la funzione polilogaritmo incompleto è correlata alla funzione polilogaritmo. A volte è noto come integrale di Fermi-Dirac incompleto o integrale di Bose-Einstein incompleto. Può essere definito da:
{\displaystyle \operatorname {Li} _{s}(b,z)={\frac {1}{\Gamma (s)}}\int _{b}^{\infty }{\frac {x^{s-1}}{e^{x}/z-1}}~dx.}
Espandendo per z=0 e integrando si ottiene una rappresentazione in serie:
{\displaystyle \operatorname {Li} _{s}(b,z)=\sum _{k=1}^{\infty }{\frac {z^{k}}{k^{s}}}~{\frac {\Gamma (s,kb)}{\Gamma (s)}}}
dove Γ(s) è la funzione gamma e Γ(s,x) è la funzione gamma incompleta superiore. Poiché Γ(s,0)=Γ(s), ne consegue che:
{\displaystyle \operatorname {Li} _{s}(0,z)=\operatorname {Li} _{s}(z)}
dove Li(.) è la funzione polilogaritmo.

## Riferimenti
- Biblioteca scientifica GNU - Manuale di riferimento https://www.gnu.org/software/gsl/manual/gsl-ref.html#SEC117